# Dieter Haarseim
Dieter Haarseim (* 17. August 1941) ist ein ehemaliger deutscher Fußballtorwart, der zwischen 1968 und 1971 für die BSG Chemie Leipzig in der DDR-Oberliga, der höchsten Spielklasse im DDR-Fußball, spielte.

## Sportliche Laufbahn
Die Fußballkarriere von Dieter Haarseim im höherklassigen Ligenbereich dauerte nur sieben Jahre. In dieser Zeit gelang es ihm nur in der Spielzeit 1967/68 bei der Betriebssportgemeinschaft (BSG) Chemie Zeitz Torwart Nummer eins zu werden. Haarseim wurde erstmals im DDR-weiten Fußball aktiv, als er 1965/66 14 Punktspiele für Chemie Zeitz in der zweitklassigen DDR-Liga bestritt. Er blieb damit hinter dem Stammtorwart Edgar Ernst zurück, der auf 16 Einsätze in den 30 Punktspielen gekommen war. In der folgenden Saison wurde Haarseim lediglich in neun Ligaspielen eingesetzt. Erst in der Spielzeit 1967/68 wurde er zum Stammtorhüter befördert und absolvierte alle 30 Punktspiele. Dadurch wurde Oberligist Chemie Leipzig auf Haarseim aufmerksam und holte ihn zur Saison 1968/69 in die eigenen Reihen. Er wurde aber fast ausschließlich in der 2. Mannschaft eingesetzt, die in der drittklassigen Bezirksliga spielte. Lediglich am 25. Spieltag der Oberliga vertrat Haarseim Stammtorwart Volkhard Jany. Die gleichen Verhältnisse wiederholten sich 1969/70, Haarseim spielte in der 2. Mannschaft, und nur am 21. Spieltag der Oberliga löste er Jany in der 2. Halbzeit ab. Mit Chemie II stieg Haarseim am Saisonende in DDR-Liga auf. Dort kämpfte er 1970/71 mit Günther Teichmann um den Stammplatz im Tor, hatte aber mit einem Punktspieleinsatz weniger das Nachsehen. Dagegen konnte er seine Oberligabilanz aufbessern, als er für den verletzten Jany in sechs Oberligaspielen das Tor hüten konnte. Die 1. Mannschaft stieg ab, aber Haarseim wurde in der DDR-Ligasaison nicht berücksichtigt und musste in der in die Bezirksliga zurückgestuften 2. Mannschaft spielen. Nach der Saison 1972/73, in der Haarseim wieder nur in der Bezirksliga-Mannschaft gespielt hatte, beendete er seine Laufbahn bei Chemie Leipzig und kehrte auch nicht mehr in den höherklassigen Fußball zurück. Innerhalb von sechs Spielzeiten war er auf acht Oberligaeinsätze gekommen und hatte 64-mal in der DDR-Liga im Tor gestanden. Später war er unter anderem Übungsleiter bei der unterklassigen BSG Dimo Böhlitz-Ehrenberg tätig.